# پشتک (ماه‌نشان)
پشتوک یک روستا در ایران است که در دهستان ماه‌نشان واقع شده‌است. پشتوک ۳۵۸ نفر جمعیت دارد.